# 安·路易·吉罗代·特里奥松
安·路易·吉罗代·德·鲁西-特里奥松（法語：Anne-Louis Girodet de Roussy-Trioson，法語發音：[an lwi ʒiʁɔdɛ də ʁusi tʁijozɔ̃]；（1767年1月5日—1824年12月9日）），简称吉罗代（Girodet），是法国古典主义画派和浪漫主义画派之间承前启后的著名画家，是大卫特的学生。

## 生平
吉罗代出生于巴黎南部卢瓦雷省的蒙塔日，从小就父母双亡，由他的保护人妇科大夫特里奥松先生抚养长大，因此在1812年他在自己的姓氏中加入了“特里奥松”。他在学校中开始是学习建筑，并在军中服役，后来改学绘画，并师从大卫特。他由于作品《若瑟和他的兄弟们的故事》获得罗马奖学金，从1789年至1793年他移居意大利，在罗马他创作了，《希波克拉底拒绝亚达薛西王的礼物》和《沉睡中的恩底弥翁》，并因此在1793年沙龙中展出。

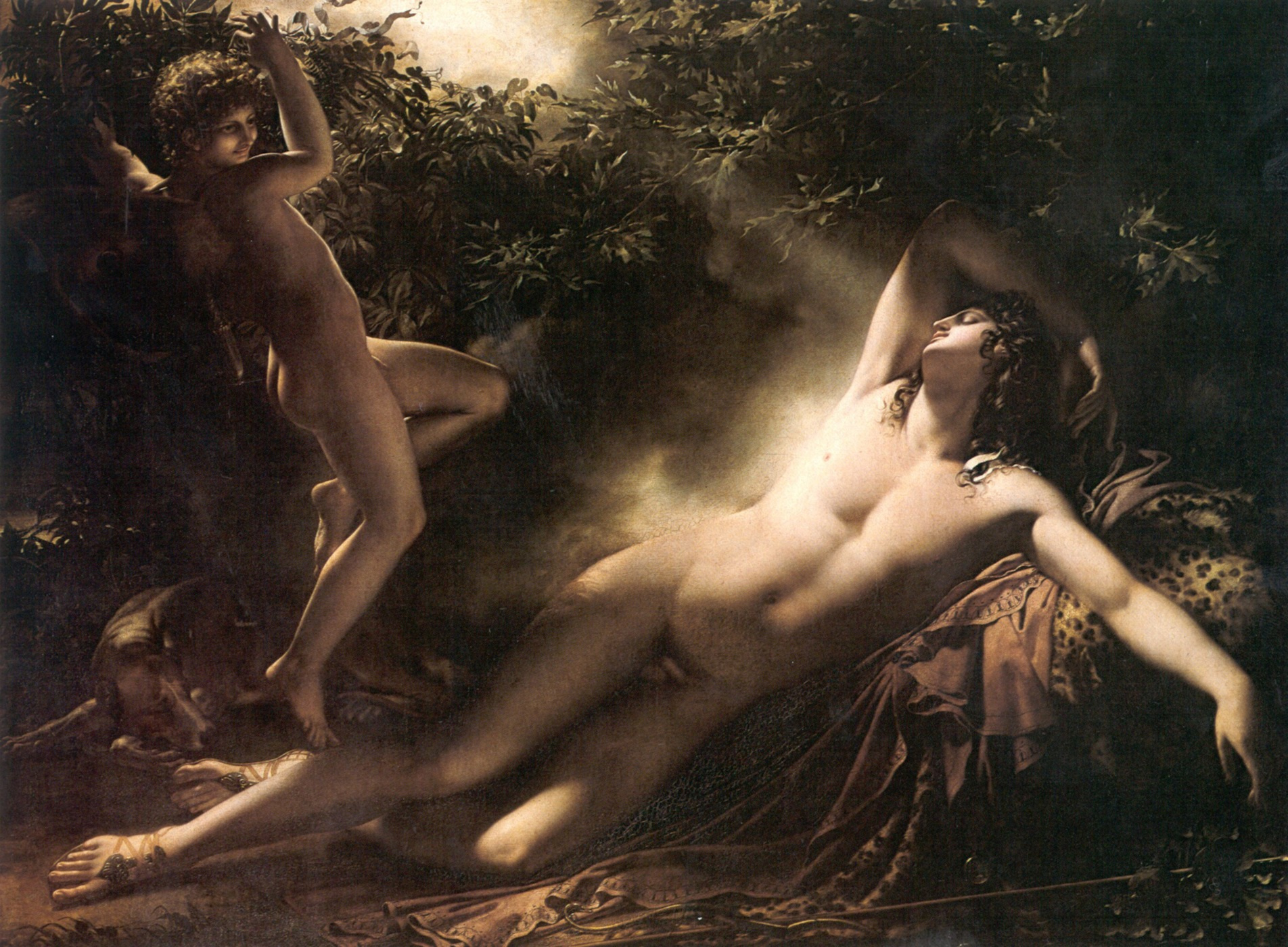
《沉睡中的恩底弥翁》

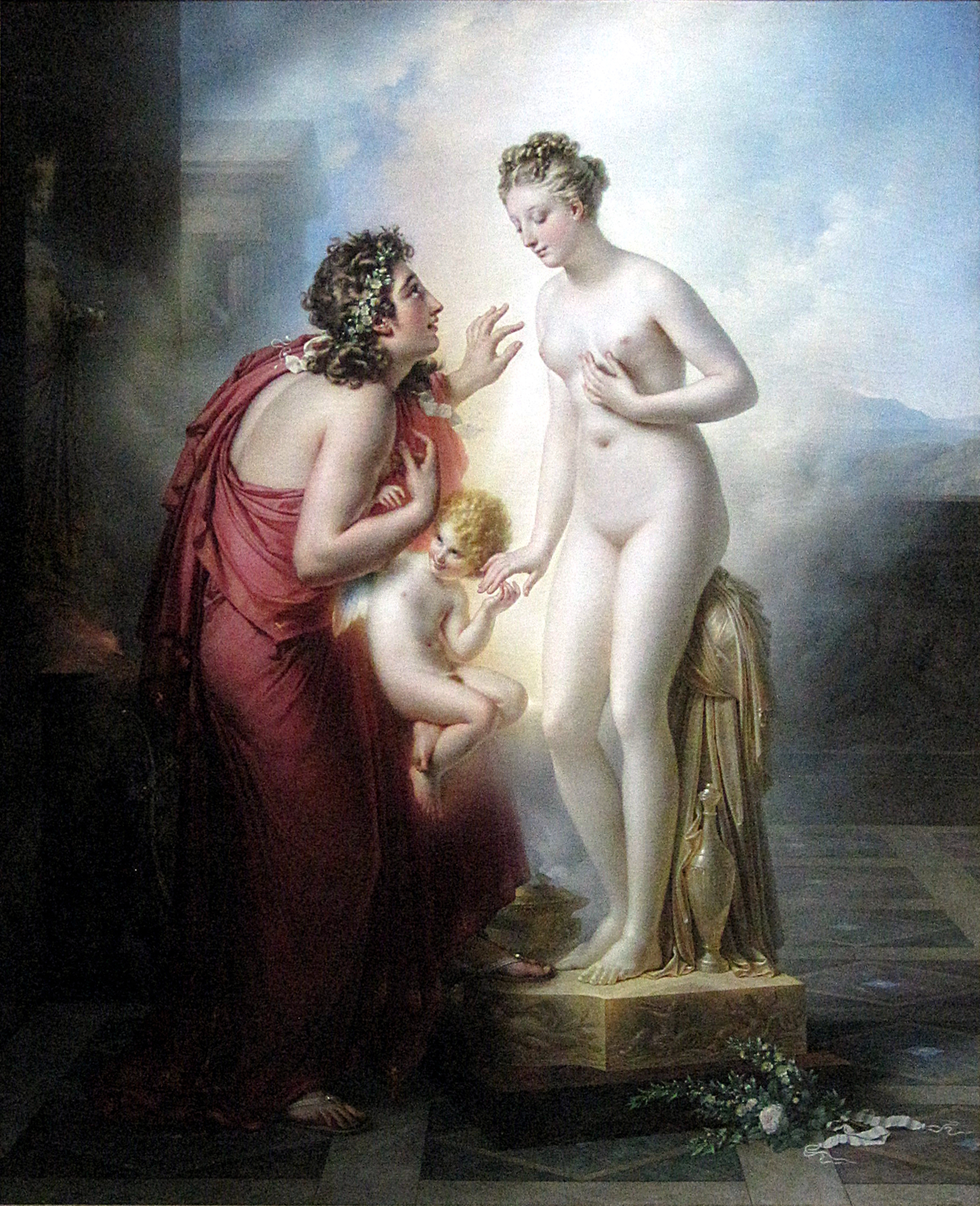
《皮格马利翁和伽拉忒亞》

回到法国后，吉罗代创作了许多肖像画，包括拿破伦家族成员的肖像。1806年，他的作品《大洪水》在和大卫特的作品《萨比奴女人》竞争中获胜，获得十年大奖。1808年，他的作品《维也纳的陷落》和《墓中的阿塔拉》获得更为广泛的赞赏，这两幅画中他已经改变了原有的不自然的风格，更为自由。但在后来1801年的《开罗叛变》中，他又恢复了原来的风格。
吉罗代是美术学院和法国学会的成员，也是圣米歇尔级的骑士，还是荣誉军团的官员。
他的创作能力每况愈下，他习惯于夜里工作，过度的劳累影响了他的身体状况，1812年，他只在沙龙中展出了一幅《处女头像》，1819年的作品《皮格马利翁和盖拉蒂》只能证明他的能力进一步趋于下降，1824年他创作了两幅肖像，年终在巴黎逝世。
他在過世後作品拍卖，有的作品获得相当高的价格。

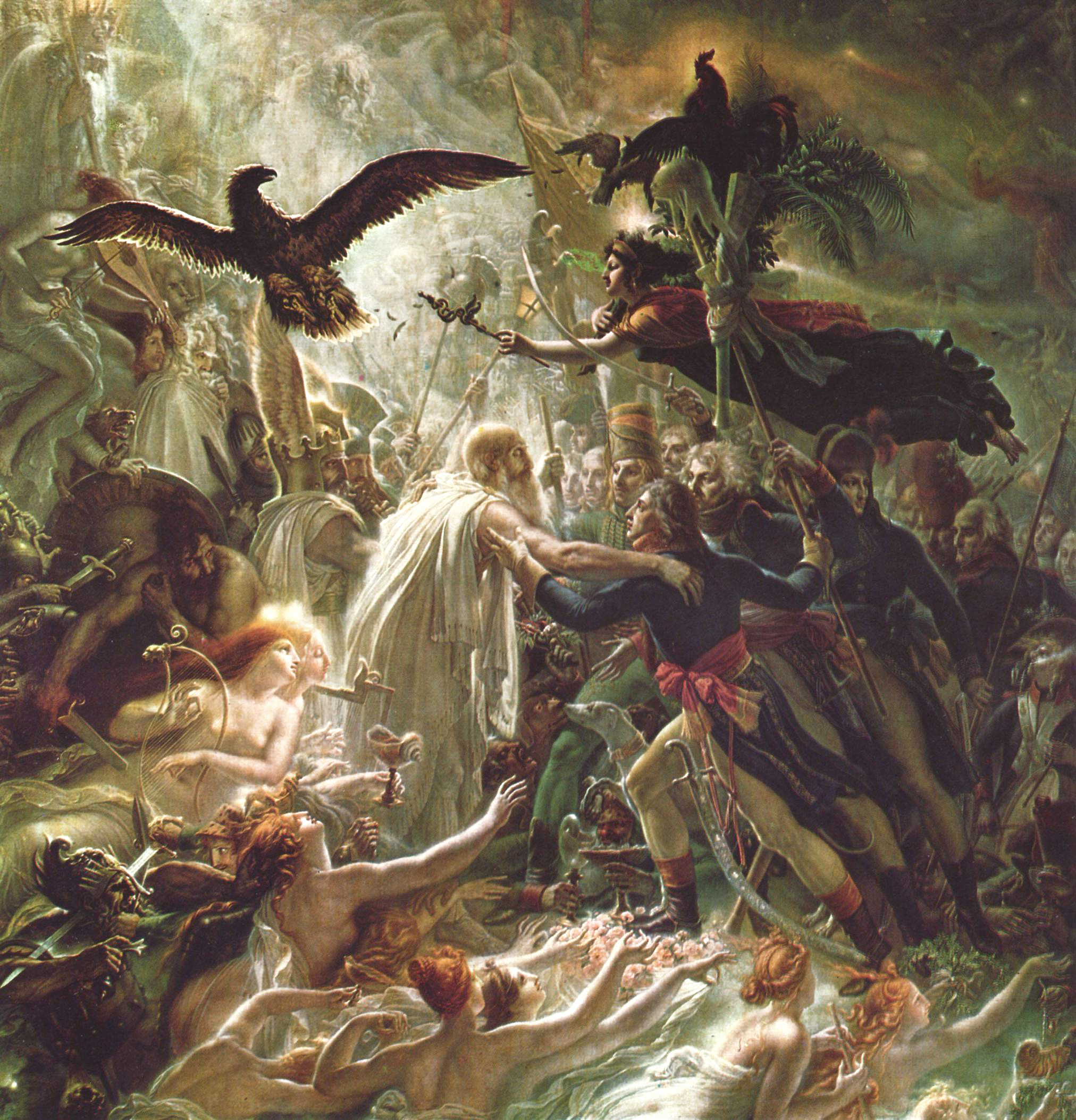
解放战争中牺牲的法国士兵已经羽化升仙

## 作品
吉罗代除了大量油画以外，还创作过大量的插图作品，其中最著名的是为维吉尔和让·拉辛作品做的插图，以及为阿纳克里翁的诗歌做的54幅插图。此外他在文学创作上也花费了大量的精力，他去世后出版了他的诗歌《画家》和散文《才华与优雅》。
吉罗代的作品，尤其是《沉睡中的恩底弥翁》明显地展示出他为浪漫主义画派的先锋，他自己本身是倾向于古典主义的形式，雕像式的立体和完美，但他对生命、自然和美有着敏锐的感觉，他用的颜色丰富、透明与和谐，他喜欢强烈光线的效果，和他古典主义的完美经常混合在一起。
他这种不和谐的效果，在他的《狄安娜》中有很明显的体现，此外在西班牙国王定作的《四季》和拿破伦定作的《芬格尔》中也有体现这些作品既包含了古典主义的缺陷，也包含了浪漫主义的不足。吉罗代的内心受到他孜孜不倦地大量阅读的古代和当代文学作品的熏陶，外部世界对他也有一定的刺激，所以他的伟大的作品中虽然包括古典的创作方式，但一直采用明显的色彩效果。

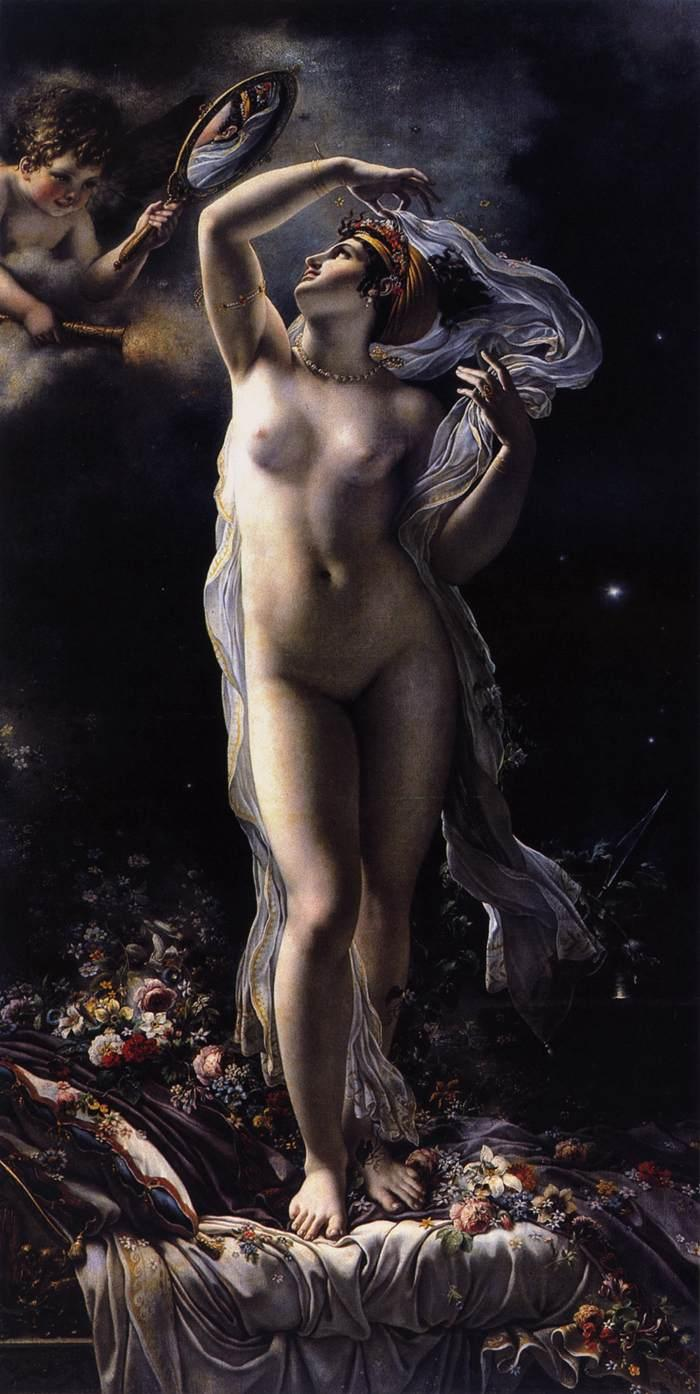
《狄安娜》